# Yahweh
Yahweh – utwór rockowej grupy U2, pochodzący z jej wydanego w 2004 roku albumu How to Dismantle an Atomic Bomb. Opowiada ona o oddaniu Bono wierze chrześcijańskiej i odnosi się do różnic między mocą Boga a ludności.
Tytuł „Yahweh” jest angielskim przekładem hebrajskiego imienia Boga. Podczas sesji nagraniowych How to Dismantle an Atomic Bomb nagrana została alternatywna wersja piosenki, która obecnie dostępna jest poprzez iTunes w zestawie The Complete U2.
Piosenka była wykonywana na żywo podczas większości koncertów grupy w ramach trasy koncertowej Vertigo Tour; zazwyczaj grana była w wersji akustycznej podczas bisów.